# Hypocryptadius cinnamomeus
El anteojitos canelo (Hypocryptadius cinnamomeus) es una especie de ave paseriforme de la familia Passeridae endémica de las montañas de Mindanao, en las Filipinas. Es la única especie del género Hypocryptadius. Anteriormente se clasificaba en la familia de los anteojitos (Zosteropidae), pero ahora se integra en la familia de los gorriones. Su hábitat natural es el bosque tropical montano y los bosques húmedos encima de los 1000 m. Posee un cráneo y un pico similar a los de los gorriones, después de un estudio de su ADN mitocondrial y nuclear, Jon Fjeldså y sus colegas ubicaron a la especie como el miembro más basal de aquella familia.